# 808s & Heartbreak
808s & Heartbreak és el quart àlbum d'estudi del raper estatunidenc Kanye West, publicat el 24 novembre del 2008. El disc compta amb la producció del mateix Kanye West, No I.D., Plain Pat, Jeff Bhasker i Mr Hudson i amb les aparicions de Kid Cudi, Young Jeezy i Lil Wayne com a artistes convidats. 808s and Heartbreak va suposar un canvi d'estil musical considerable en relació amb els seus anteriors discos, amb un so més electrònic i amb una interpretació vocal més melòdica i processada amb Auto-tune. La producció s'allunya dels sons habituals en el hip-hop i aposta per una paleta de sons minimalista, en gran part feta amb una caixa de ritmes Roland TR-808. A nivell temàtic, les cançons del disc parlen de la ruptura que el raper acabava de passar, els problemes de la fama i la mort de la seva mare.
808s & Heartbreak va entrar directament a la primera posició de la llista oficial estatunidenca, Billboard 200, amb més de 450.000 còpies venudes la seva primera setmana al país nord-americà. L'àlbum va tenir una reacció positiva per part de la crítica, que va aplaudir-ne l'experimentació. 808s & Heartbreak va ser considerat com un dels millors discos de l'any en moltes llistes de final d'any. Kanye West va promocionar el disc amb quatre senzills: «Love Lockdown», «Heartless», «Amazing» i «Paranoid».

## Antecedents
Després del llançament del seu tercer àlbum Graduation l'any 2007, diversos esdeveniments va afectar profundament la vida personal de Kanye West. El 10 de novembre, la seva mare Donda West va morir a causa de complicacions derivades d'una operació estètica. Uns mesos més endavant, Kanye West i la seva promesa Alexis Phifer van posar fi a la seva relació, que havien començat el 2022. Alhora, West maldava per acostumar-se a ser l'estrella mediàtica que tant havia volgut ser. Aquests sentiments de pèrdua i solitud van inspirar 808s & Heartbreak.
West sentia que no podia expressar les seves emocions com volia simplement rapejant i que "tenia melodies dins seu". Tot i ser conscient de les connotacions negatives que tenia el terme aleshores, volia crear un disc pop. Més endavant va dir que li agradaria que fos considerat "art pop", aclarint que era conscient del moviment artístic del mateix nom. Totes dues etiquetes li semblaven apropiades.

## Enregistrament i producció
L'àlbum va ser enregistrat en un període d'aproximadament tres setmanes, entre el setembre i l'octubre del 2008. Es va enregistrar als estudis Gleenwood a Califòrnia i als estudis Avex a Hawaii. El títol del disc és una referència a la caixa de ritmes Roland TR-808, utilitzada en bona part de les cançons. West utilitzava els sons creats per la Roland TR-808 i en manipulava l'afinació per produir un so electrònica i distorsionat, un efecte de so que ell anomenava heartbreak (afligiment o cor trencat en català). Kanye West defensava que aquest so reflectia el seu estat d'ànim.
Segons el mateix Kanye West, Kid Cudi va ajudar-lo a gestar el so contundent però melancòlic del disc. Kid Cudi era un dels artistes del segell GOOD Music, propietat de Kanye West i apareix com a coautor als crèdits de quatre de les cançons d'aquest disc. Young Jeezy participa amb una estrofa de rap a «Amazing» i Lil Wayne apareix a «See You in my Nightmares».

## Cançons
| No.            | Títol                                                                   | Autor o autors | Productor o productors       | Duració |
| -------------- | ----------------------------------------------------------------------- | --- | ---------------------------- | ------- |
| 1.             | "Say You Will"                                                          | - Kanye West - Jeff Bhasker - Jay Jenkins - Malik Jones - Benjamin McIldowie - Dexter Mills                        | West                         | 6:18    |
| 2.             | "Welcome to Heartbreak" (featuring Kid Cudi)                            | - West - Bhasker - Patrick Reynolds - Scott Mescudi                                                                | - West - Bhasker - Plain Pat | 4:23    |
| 3.             | "Heartless"                                                             | - West - Ernest Wilson - Mescudi - Jones                                                                           | - West - No I.D.             | 3:31    |
| 4.             | "Amazing" (featuring Young Jeezy)                                       | - West - Jones - Mills - Bhasker - Jenkins                                                                         | - West - Bhasker             | 3:58    |
| 5.             | "Love Lockdown"                                                         | - West - Bhasker - Jenny-Bea Englishman - Jones - LaNeah Menzies                                                   | - West - Bhasker             | 4:30    |
| 6.             | "Paranoid" (featuring Mr Hudson)                                        | - West - Reynolds - Mescudi - Mills - Bhasker                                                                      | - West - Bhasker - Plain Pat | 4:38    |
| 7.             | "RoboCop"                                                               | - West - Englishman - Jones - Mills - Mescudi - Anthony Williams - Bhasker - Faheem Najm - Jenkins - Patrick Doyle | West                         | 4:34    |
| 8.             | "Street Lights"                                                         | - West - Englishman - Williams - McIldowie                                                                         | - West - Mr Hudson           | 3:10    |
| 9.             | "Bad News"                                                              | - West - George Bass                                                                                               | West                         | 3:59    |
| 10.            | "See You in My Nightmares" (featuring Lil Wayne)                        | - West - Wilson - Bhasker - Dwayne Carter                                                                          | - West - No I.D.             | 4:18    |
| 11.            | "Coldest Winter"                                                        | - West - Wilson - Roland Orzabal                                                                                   | - West - No I.D. - Bhasker   | 2:44    |
| 12.            | "Pinocchio Story (Freestyleen directe des de Singapur)" (pista secreta) | West | West                         | 6:02    |
| Duració total: | Duració total:                                                          | Duració total: | Duració total:               | 52:05   |